# Marynino
Marynino [pronunciación en polaco: /marɨˈninɔ/] es una aldea en el distrito administrativo de Gmina Serock, dentro del Distrito de Legionowo, Voivodato de Mazovia, en el centro-este de Polonia. Se encuentra a unos 5 kilómetros al oeste de Serock, 15 kilómetros al noreste de Legionowo, y 34km al norte de Varsovia. Marynino es una zona rural con pocos caminos y muchas granjas familiares.